# Mont Rider
Le mont Rider est une montagne en Estrie, au Québec, qui fait partie des Appalaches ; son altitude est de 660 mètres.

## Toponymie
Le toponyme « mont Rider » a été officialisé le 5 décembre 1968 par la Commission de toponymie du Québec.

## Géographie
La montagne est située dans le rang 4 qui mène au lac aux Araignées dans la municipalité de Frontenac. La chapelle Saint-John est située près de son sommet à 620 mètres d'altitude.